# Donato Sabia
Donato Sabia (Potenza, 11 de septiembre de 1963-Ibidem, 7 de abril de 2020) fue un atleta italiano especializado en la prueba de 800 m, en la que consiguió ser campeón europeo en pista cubierta en 1984.

## Carrera deportiva
En los Juegos Mediterráneos celebrados en Casablanca en 1983 ganó la medalla de plata en los relevos 4x400 metros, con un tiempo de 3:04.54 segundos, tras Francia (oro) y por delante de España (bronce), siendo sus compañeros de equipo: Roberto Ribaud, Mauro Zuliani y Daniele D'Amico.
En el Campeonato Europeo de Atletismo en Pista Cubierta de 1984 ganó la medalla de oro en los 800 metros, con un tiempo de 1:48.05 segundos, por delante del francés André Lavie  y del británico Phil Norgate (bronce).
Falleció el Hospital San Carlo de Potenza  el 7 de abril de 2020 a los cincuenta y seis años a causa del COVID-19, durante la pandemia mundial por coronavirus.